# Conexão Baixada
Conexão Baixada é uma banda brasileira formada em Santos, no estado de São Paulo, no ano de 2002. A banda não possui um estilo musical específico e isso deve-se ao fato de que os integrantes da banda é composta por cantores que vieram de diversos estilos musicais, os quais: rock, reggae, jazz, funk e rap, mas costumam ter a sonoridade das musicas voltadas para o hip-hop.
A banda tem influência nos Racionais MC's, Beastie Boys e Rage Against the Machine e outros.
Em 2013, a canção "Na Selva de Pedra" foi incluída na trilha sonora da novela "Amor à Vida", da Rede Globo.

## Integrantes

### Formação atual
- Tubarão: vocal
- Índio: saxofone
- Ícaro Dreux: baixo
- Jack Muller: backing vocal
- Leandro Ramajo: guitarra
- Renatinho Trielli: bateria
- DJ Wjay: toca-discos

### Ex-integrantes
- Osas Destiny Onaiwu
- André Pinguim Ruas: bateria

## Discografia

### Álbuns ao vivo
- (2009) Pássaro Sem Dono

### Álbuns de estúdio
- (2013) Pra Que Lutar em Vão

### DVDs
- (2009) Pássaro Sem Dono